# Prieuré de Saint-André-d'Hébertot
Le  prieuré de Saint-André-d'Hébertot est un ancien monastère, situé à Saint-André-d'Hébertot dans le département du Calvados en Normandie, France.

## Localisation
Cet ancien prieuré est situé dans le département du Calvados, dans la commune de Saint-André-d'Hébertot.

## Histoire
Ce prieuré date des XIIe, XVIIe et XVIIIe siècles.
Becart (1977) le donne pour fondé au XIIIe par les Prémontrés de l'abbaye de Joyenval. En 1240, l'évêque de Lisieux Guillaume de Pont-de-l'Arche offre le patronage de l'église à l'abbaye de Joyenval.
Les frères prémontrés se trouvent donc dans le besoin d'un lieu de repli qui a sans doute été le presbytère proche de l'église.
Le dernier prieur est François Duriez, émigré en 1792 et de retour dix ans plus tard.
L'édifice est inscrit au titre des monuments historiques depuis le 24 avril 1954. 
Il est maintenant occupé par un restaurant.

## Description
Deux bâtiments sont accolés, l'un à pans de bois et l'autre en pierre. La pierre utilisée est le tuffeau.
L'édifice a conservé une belle cuisine faisant saillie et les logements du prieur et des religieux. Deux bâtiments sont accolés, l'un à pans de bois et l'autre en pierre. La pierre utilisée est le tuffeau.